# Cristina Possas
Cristina Possas de Albuquerque (sinh ngày 5 tháng 6 năm 1948) là một nhà khoa học sức khỏe cộng đồng người Brazin về các bệnh truyền nhiễm và các bệnh truyền nhiễm mới nổi trong cộng đồng. Tuy nhiên, cách tiếp cận phức hợp hệ sinh thái công đồng của bà hoàn toàn khác nhau với các tiếp cận hệ sinh thái xã hội bốn bậc của Nancy Krieger tại Harvard nơi bà đã đề xuất một bài báo tiếng Anh năm 2001 viết trong Tạp chí Sức khỏe Cộng đồng Brazin, khái niệm "sức khỏe hệ sinh thái cộng đồng" nơi hệ sinh thái đang ngày càng thay đổi bởi hoạt động của con người, gây ra nhiều bệnh mới, nên cụm từ "cộng đồng" đứng trước tiền tố "sinh thái".
 Do vậy, bà được biết đến với việc phát triển khái niệm tiếp cận dịch tễ cộng đồng mới, kết hợp với việc khái niệm kinh tế của sự không đồng nhất trong cấu trúc của khuôn mẫu dịch tễ giúp xác định hồ sơ dịch tễ học của các khu dân cư không đồng nhất ở các cộng đồng khác nhau và tầng lớp kinh tế khác nhau và các điều kiện cho sự xuất hiện bệnh; (b) đóng góp vào chính sách y tế và cải cách y tế ở Brazil, và nghiên cứu về sự thay đổi tình hình sức khỏe, thay đổi sinh thái, các hệ thống phức tạp và xuất hiện bệnh mới.

## Sự nghiệp

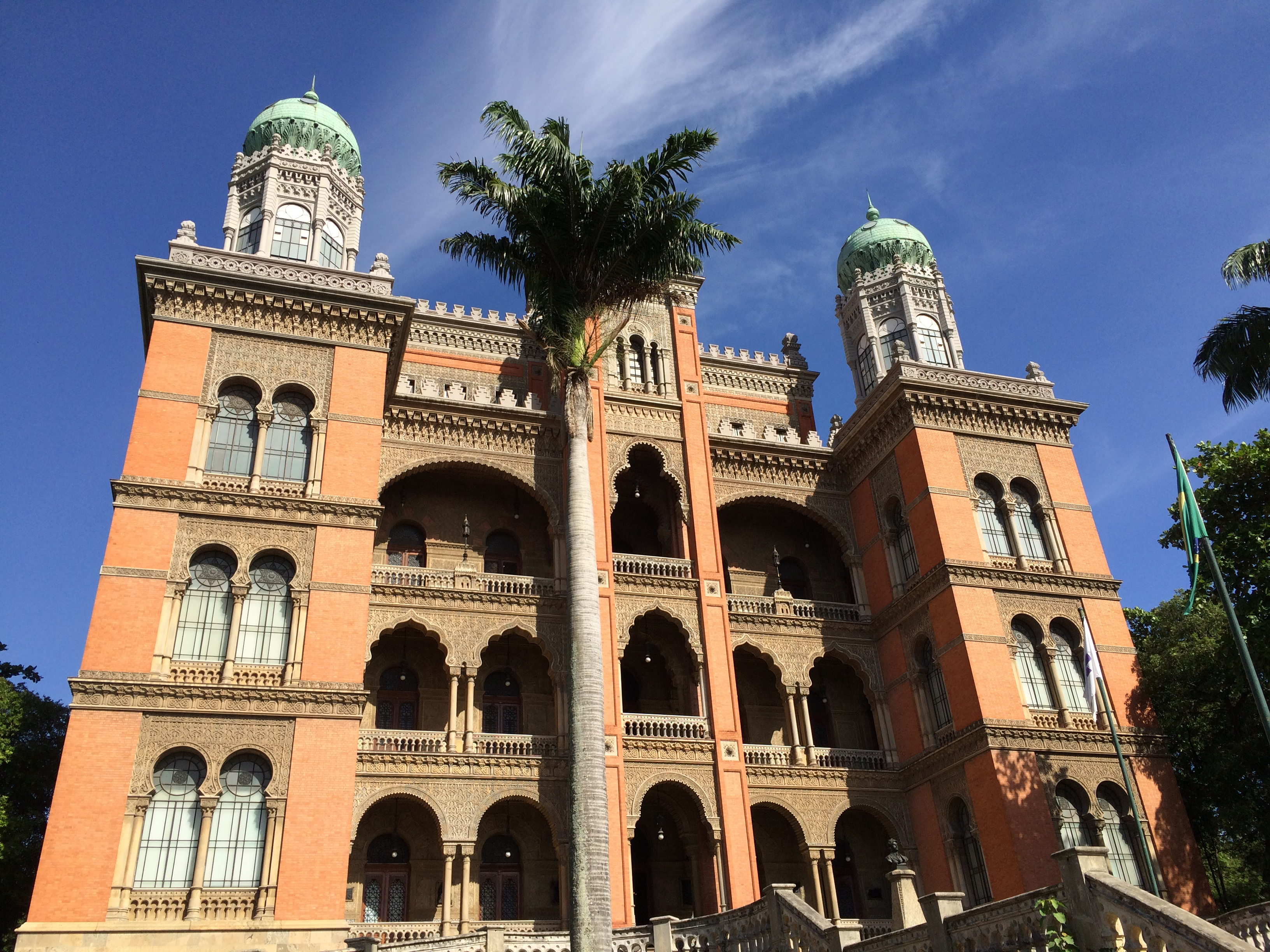
Mặt trước cung điện Neo-Mouresque của Manguinhos, nơi đặt Viện Oswaldo Cruz ở Rio de Janeiro.

Là một nhà khoa học sức khỏe cộng đồng làm việc trong lĩnh vực các bệnh truyền nhiễm trên quan điểm sinh thái cộng đồng Cristina Possas de Albuquerque (Cristina Possas) là một nhà hoạt định chính sách phối hợp chặt chẽ các nhà sức khỏe cộng đồng và nhà khoa học môi trường cũng như các tổ chức nhân quyền và công bằng xã hội.
Bà cũng là giáo sư tại FIOCRUZ ở Brazil, nơi năm 1998, bà giành được bằng Tiến sĩ về sức khỏe cộng đồng, và cũng là nơi hiện tại bà đang làm nghiên cứu về bệnh truyền nhiễm và dạy một khóa học tên là "Phương pháp Khoa học" trong chương trình Thạc sĩ và Tiến sĩ.
Cô cũng là Giáo sư về Chính sách Y tế ở Trường Đại học Quốc gia Sức khỏe cộng đồng trong Quỹ Oswaldo Cruz, Brazil. Bà được đề cử vào năm 1987 bởi Bộ Y tế Brazil/Fiocruz để trở thành Điều phối viên kỹ thuật quốc gia của bảy nhóm hỗ trợ cải cách y tế ở Brazil, những đóng góp sau này của những người này đã được đưa vào Hiến pháp mới năm 1988 của Brazil.
Hơn 5 thập kỷ, bà đã làm việc ở vị trí quốc gia và quốc tế với cộng đồng khoa học và các tổ chức xã hội. Trong mười năm qua, cô là trưởng Đơn vị Nghiên cứu và Phát triển Công nghệ chương trình HIV/AIDS của Bộ Y tế Brazil, mà đã được toàn cầu công nhận là một sáng kiến sức khỏe cộng xuất sắc với những phương pháp cải cách luôn luôn tập trung vào phòng ngừa và điều trị miễn phí và phổ cập. Bà được giám đốc chương trình AIDS quốc gia mời lên ý tưởng và tổ chứng Đơn vị Nghiên cứu và phát triển công nghệ trong cấu trúc chương trình.
Bà đưa ra nhiều cuộc phỏng vấn về AIDS, sôt xuất huyết, và zika.

## Ngôn ngữ
- Thành thạo tiếng Bồ Đào Nha, tiếng Anh, tiếng Pháp
- Ngoài ra có thể sử dụng tiếng Tây Ban Nha và Ý